# Zmarli w lipcu 2024

## Lipiec 2024
- 31 lipca
  - Krum Georgiew – bułgarski szachista, arcymistrz[1]
  - Isma’il Hanijja – palestyński polityk, jeden z liderów Hamasu, premier Autonomii Palestyńskiej (2006–2007)[2]
  - Roberto Herlitzka(inne języki) – włoski aktor[3]
  - Hajo Hoffmann – niemiecki polityk, deputowany krajowy i europejski, minister w rządzie Saary[4]
  - Constantin Ionescu – rumuński szachista, arcymistrz[5][6]
  - André Juillard(inne języki) – francuski rysownik, twórca komiksów[7]
  - Teresa Kostyrko – polska filozofka[8]
- 30 lipca
  - Bruno Garzena – włoski piłkarz[9]
  - Hans Lenk – niemiecki wioślarz, mistrz olimpijski (1960)[10]
  - Mirosław Łoś – polski fizyk, nauczyciel, autor podręczników multimedialnych, członek zarządu głównego PTF (2017–2021)[11][12]
  - Krystyna Majczyńska – polska porucznik, uczestniczka powstania warszawskiego[13][14]
  - Ireneusz Rudnicki – polski inżynier zamieszkały w USA, powstaniec warszawski[15]
  - Fuad Szukr – libański dowódca Hezbollahu[16]
  - Bogumiła Wander – polska spikerka i prezenterka telewizyjna[17]
- 29 lipca
  - Robert Fellowes – brytyjski arystokrata[18]
  - Henryk Goik – polski prawnik cywilista, dr hab., profesor nadzw. UŚ, dyplomata, ambasador RP w Laosie (1997–2001)[19]
  - Józef Szmidt – polski lekkoatleta, trójskoczek, mistrz olimpijski (1960, 1964)[20][21][22][23]
- 28 lipca
  - Erica Ash(inne języki) – amerykańska aktorka[24][25]
  - Chino XL (właśc. Derek Keith Barbosa) – amerykański raper i aktor[26]
  - Władimir Chodyriew – radziecki polityk,  przewodniczący Komitetu Wykonawczego Leningradzkiej Rady Miejskiej (1983–1990), członek KC KPZR (1986–1990), deputowany do Rady Najwyższej ZSRR (1984–1989)[27]
  - Roberto Linguanotto – włoski cukiernik[28][29]
  - Jerzy Sołdek – polski informatyk, profesor[30]
  - Mick Underwood(inne języki) – brytyjski perkusista, członek zespołu Episode Six[31]
- 27 lipca
  - Jean-Baptiste Bùi Tuần – wietnamski duchowny rzymskokatolicki, biskup Long Xuyên (1997–2003)[32]
  - Luis Galarza – boliwijski piłkarz, bramkarz[33]
  - Mariusz Gulczyński – polski politolog i polityk, profesor[34]
  - Oldřich Janota(inne języki) – czeski wokalista i autor tekstów[35]
  - Mariano Haro – hiszpański lekkoatleta, biegacz długodystansowy i przełajowy, wicemistrz świata (1973, 1974, 1975), olimpijczyk (1972, 1976)[36]
  - Kazimierz Kubiszyn – polski lekarz, poeta, malarz i społecznik[37]
  - Paweł Kusznir – rosyjski pianista, działacz antywojenny, więzień polityczny[38]
  - Krzysztof Kwaśniewski – polski socjolog[39]
  - Mísia (właśc. Susana Maria Alfonso de Aguiar) – portugalska pieśniarka fado[40]
  - Edna O’Brien – irlandzka pisarka[41]
  - Wolfgang Rihm – niemiecki kompozytor i pedagog[42]
  - Ifeanyi Ubah(inne języki) – nigeryjski przedsiębiorca i polityk, senator (2019–2024)[43]
- 26 lipca
  - Frits Goldschmeding(inne języki) – holenderski przedsiębiorca, miliarder, założyciel firmy Randstad Holding[44]
  - Geir Karlsen – norweski piłkarz, bramkarz[45]
  - Barbara Kosidowska – polska montażystka filmowa[46]
  - Marcin Rachubka – polski dziennikarz radiowy i telewizyjny[47]
  - Arvo Valton (właśc. Arvo Vallikivi) – estoński pisarz, poeta, scenarzysta, krytyk literacki, parlamentarzysta (1992–1995)[48]
  - Tomáš Vendl – czeski basista, członek zespołu Master’s Hammer[49]
- 25 lipca
  - Inés Ayala Sender – hiszpańska filolog, polityk, eurodeputowana (2004–2019)[50]
  - Zbigniew Bukowski – polski archeolog, profesor[51]
  - Wacław Droszcz – polski lekarz pulmonolog i alergolog, profesor[52]
  - Zbigniew Heidrich – polski inżynier środowiska, profesor[53]
  - Martin Indyk(inne języki) – amerykański dyplomata, ambasador[54]
  - Julian Kruszyński – polski lekarz weterynarii, samorządowiec, starosta namysłowski (2010–2014), burmistrz Namysłowa (2014–2018)[55][56]
  - Benjamin Luxon – brytyjski śpiewak (baryton)[57]
  - Kjeld Olesen(inne języki) – duński polityk, minister spraw zagranicznych (1979–1982)[58]
  - Patricia Shaw – australijska pisarka[59]
  - Romana Szyszko-Budycka – polska aktorka i piosenkarka estradowa[60]
- 24 lipca
  - Pascal Danel(inne języki) – francuski piosenkarz i autor tekstów[61]
  - Hamzah Haz(inne języki) – indonezyjski ekonomista, dziennikarz, polityk, wiceprezydent Indonezji (2001–2004)[62]
  - Dmytro Kiwa – ukraiński inżynier, konstruktor lotniczy, prezes przedsiębiorstwa „Antonow” (2005–2015)[63]
  - Janusz Sikorski – polski germanista, dr hab., tłumacz[64]
- 23 lipca
  - Teresa Gimpera(inne języki) – hiszpańska aktorka i modelka[65]
  - Mircea Grabovschi(inne języki) – rumuński piłkarz ręczny, wicemistrz olimpijski (1976)[66]
  - Grzegorz Jóźwiak – polski ekonomista, samorządowiec, burmistrz Dziwnowa (2010–2024)[67]
  - Jerzy Koperek – polski duchowny rzymskokatolicki, filozof, teolog, dr hab., prof. nadzw. KUL[68]
  - Władimir Krawczenko – radziecki pływak, rekordzista Europy, olimpijczyk (1968)[69][70]
  - Andrzej Milczanowski – polski prawnik, polityk, działacz opozycji antykomunistycznej, szef UOP (1992), minister spraw wewnętrznych (1992–1995)[71]
  - Franciszek Richert – polski działacz państwowy i sportowy, wicewojewoda gdański (1987–1990)[72][73]
  - Jekatierina Szklajewa – rosyjska wokalistka ludowa, członkini zespołu Buranowskije Babuszki, uczestniczka Konkursu Piosenki Eurowizji (2012)[74]
  - Robin Warren – australijski lekarz, profesor, laureat Nagrody Nobla w dziedzinie fizjologii lub medycyny (2005)[75]
- 22 lipca
  - Jerzy Artysz – polski śpiewak (baryton), pedagog[76]
  - Wiesław Bednarek – polski śpiewak (baryton), pedagog[77]
  - Duke Fakir(inne języki) – amerykański wokalista, członek kwartetu The Four Tops[78]
  - Hanna Furgo – polska pisarka, scenarzystka, artystka plastyczka[79]
  - Constantin Gruiescu – rumuński bokser, mistrz Europy (1973)[80]
  - Zygmunt Łomny – polski pedagog, docent, nauczyciel akademicki[81][82]
  - Barbara Łosiewicz-Ratyńska – polska dziennikarka, poetka, działaczka społeczna, wiceprezes ŚZŻAK[83][84]
  - John Mayall – angielski multiinstrumentalista, kompozytor, bluesman, pionier muzyki rockowej[85]
  - Carolyn Schuler – amerykańska pływaczka, dwukrotna mistrzyni olimpijska (1960)[86]
- 21 lipca
  - Henry J. Nowak(inne języki) – amerykański prawnik i polityk polskiego pochodzenia, członek Izby Reprezentantów (1975–1993)[87]
  - Antonina Sokołowska – instruktorka teatralna, reżyserka, scenarzystka, założyciela młodzieżowego teatru „Klaps”[88]
  - Evelyn Thomas(inne języki) – amerykańska piosenkarka[89]
- 20 lipca
  - Bożena Dworska – polska piosenkarka, artystka kabaretowa, poetka, kompozytorka[90]
  - Ignacy (Jannakos Triantis) – grecki duchowny prawosławny, metropolita Beratu w Albanii (1996–2024)[91]
  - Jerry Miller(inne języki) – amerykański wokalista, gitarzysta, autor tekstów piosenek, członek zespołu Moby Grape[92]
  - Moacir (Moacir Rodrigues dos Santos) – brazylijski piłkarz[93]
  - Sandy Posey(inne języki) – amerykańska piosenkarka[94]
- 19 lipca
  - Domenico Crescentino Marinozzi – włoski duchowny rzymskokatolicki, kapucyn, biskup, wikariusz apostolski Soddo w Etiopii (1979–2007)[95]
  - Toumani Diabaté – malijski muzyk, wirtuoz kory[96]
  - Iryna Farion(inne języki) – ukraińska językoznawczyni, deputowana do Rady Najwyższej Ukrainy[97]
  - Anna Gawłowska – polska superstulatka[98]
  - Kevan Gosper – australijski lekkoatleta, sprinter, wicemistrz olimpijski (1956)[99]
  - Sheila Jackson Lee – amerykańska prawniczka, polityczka, członkini Izby Reprezentantów (1995–2024)[100]
  - Jacek Jaworek –  polski pracownik budowlany, podejrzewany o dokonanie trzech zabójstw[101][102]
  - Magdalena Karczewska-Ścibińska – polska dziennikarka radiowa[103]
  - Stanisław Macur – polski żeglarz lodowy, mistrz Europy (1993), medalista mistrzostw świata (1979, 1983, 1987)[104][105]
  - Jerzy Michalak – polski scenograf teatralny i telewizyjny, reżyser, malarz[106]
  - Nguyễn Phú Trọng – wietnamski filolog, polityk, przewodniczący Zgromadzenia Narodowego (2006–2011), prezydent Wietnamu (2018–2021), sekretarz generalny KC Komunistycznej Partii Wietnamu (2011–2024)[107]
  - Władimir Mitkow – jugosłowiański (macedoński) polityk i prawnik, przewodniczący Prezydencji (prezydent) Socjalistycznej Republiki Macedonii (1990–1991)[108]
  - Aldo Puglisi – włoski aktor[109]
  - Ray Reardon – walijski snookerzysta, mistrz świata (1970, 1973, 1974, 1975, 1976, 1978)[110]
  - Eliyahu Rips – łotewsko-izraelski matematyk, profesor, dysydent w czasach ZSRR[111]
  - James C. Scott(inne języki) – amerykański politolog i antropolog, profesor[112]
  - Mieczysław Żelaznowski – polski kolarz, trener, działacz sportowy[113]
- 18 lipca
  - Richard Cottrell – brytyjski polityk, publicysta i przedsiębiorca, poseł do PE I i II kadencji (1979–1989)[114]
  - Lou Dobbs(inne języki) – amerykański dziennikarz telewizyjny, publicysta, komentator polityczny[115]
  - Jean-Pierre Goudeau – francuski lekkoatleta, sprinter, mistrz Europy (1954)[116]
  - Doudas Leydi Camara – senegalski koszykarz, mistrz Afryki (1968, 1972), olimpijczyk (1968, 1972)[117]
  - Bob Newhart – amerykański aktor i komik[118]
  - Iwo Pawłowski – polski aktor[119]
  - Mercedes Román(inne języki) – meksykańska lekkoatletka, wieloboistka, olimpijka (1968)[120]
  - Esta TerBlanche(inne języki) – południowoafrykańska aktorka[121]
- 17 lipca
  - Cheng Pei-pei(inne języki) – chińska aktorka[122]
  - Mikałaj Damaszkiewicz – białoruski polityk, parlamentarzysta, szef administracji prezydenta Białorusi (2007–2009)[123]
  - Monika Kowal-Linka – polska geolog, profesor[124]
  - Pinche Peach – meksykański muzyk rockowy, wokalista zespołu Brujeria[125]
  - Rosa Regàs(inne języki) – hiszpańska pisarka[126]
- 16 lipca
  - Joe Bryant – amerykański koszykarz[127]
  - April Cantelo(inne języki)  – angielska śpiewaczka operowa (sopran)[128]
  - Ewa Ciepiela – polska aktorka[129]
  - Publio Fiori – włoski prawnik, polityk, minister transportu (1994–1995)[130]
  - Melissa Militano(inne języki) – amerykańska łyżwiarka figurowa, olimpijka (1972)[131]
  - Bernice Johnson Reagon(inne języki) – amerykańska piosenkarka, kompozytorka, działaczka społeczna[132]
  - Irène Schweizer – szwajcarska pianistka jazzowa[133]
  - Antoni Wala – polski alpinista, redaktor naczelny czasopisma „Taternik” (1957–1960)[134]
  - Michaił Wiarhiejenka – białoruski piłkarz, działacz i trener piłkarski[135]
- 15 lipca
  - Jacques Boudet(inne języki) – francuski aktor[136]
  - Wieteke van Dort(inne języki) – holenderska aktorka i piosenkarka[137]
  - Édith Lejet(inne języki) – francuska kompozytorka[138]
  - Kevin Manning – australijski duchowny rzymskokatolicki, biskup Armidale (1991–1997) i Parramatty (1997–2010)[139]
  - Stanisław Rabiej – polski fizyk, profesor[140]
  - Tomcraft (Thomas Brückner) – niemiecki DJ i producent muzyczny[141]
  - Jan Tomkowski – polski historyk literatury, prozaik i eseista, profesor[142]
  - Władimir Zacharow(inne języki) – radziecki polityk, I sekretarz Komitetu KPZR w Kałmuckiej ASRR (1985–1990) i obwodzie włodzimierskim (1990–1991)[143]
- 14 lipca
  - Julien Andavo Mbia – kongijski duchowny rzymskokatolicki, biskup Isiro-Niangara (2003–2024)[144]
  - Zdzisław Góralczyk – polski dyplomata, ekonomista, działacz społeczny i polityczny[145]
  - Małgorzata Komornicka – polska aktorka[146]
  - Sylvain Saudan(inne języki) – szwajcarski alpinista i skialpinista[147][148]
  - Roman Wszoła – polski trener lekkoatletyki[149]
  - Dimityr Zaprjanow – bułgarski judoka, wicemistrz olimpijski (1980)[150]
- 13 lipca
  - Pedro Bustos(inne języki) – argentyński koszykarz, mistrz świata (1950)[151]
  - Thomas Matthew Crooks – amerykański zamachowiec[152]
  - Shannen Doherty – amerykańska aktorka[153][154]
  - Ruth Hesse(inne języki) – niemiecka śpiewaczka operowa, mezzosopranistka[155]
  - Tadeusz Krajewski – polski biolog i biochemik, prof. dr hab.[156]
  - Ingrīda Latimira – łotewska ekonomistka i polityczka, przewodnicząca Sejmu (2002–2006)[157]
  - Flemming Rasmussen – duński trójboista siłowy i strongman, wicemistrz świata (1997)[158]
  - James Sikking – amerykański aktor[159]
  - Richard Simmons – amerykański aktor, osobowość telewizyjna[160]
  - Tobias (José Benedito Tobias) – brazylijski piłkarz[161]
  - Karol White – amerykański gitarzysta jazzowy polskiego pochodzenia[162]
  - Ilija Wyłow – bułgarski piłkarz, trener[163]
- 12 lipca
  - Barbara Bieszczad-Kieferling – pracownik Wydziału Konserwacji i Restauracji Dzieł Sztuki Akademii Sztuk Pięknych im. Jana Matejki w Krakowie[164]
  - Jan Cych – polski lekkoatleta, długodystansowiec, olimpijczyk (1968), medalista mistrzostw Polski (1966)[165]
  - Marian Dembiński – polski nauczyciel, działacz związkowy, polityk, poseł na Sejm III kadencji[166][167]
  - Tonke Dragt – holenderska pisarka fantasy[168]
  - Alojzy Henel – polski duchowny rzymskokatolicki, misjonarz, proboszcz parafii Św. Krzyża w Warszawie (1975–1981)[169]
  - Robert Jeł – polski pilot wojskowy, instruktor lotniczy[170]
  - Noriko Ohara – japońska seiyū (aktorka głosowa)[171]
  - Wojciech Tarnowski – polski inżynier automatyk, profesor[172][173]
  - Bill Viola – amerykański artysta audiowizualny[174]
  - Ruth Westheimer(inne języki) – amerykańska terapeutka i edukatorka seksualna[175]
  - Stanisław Wielgus – polski pilot, szybownik, instruktor i inżynier lotniczy, żołnierz AK[176]
  - Jōji Yuasa – japoński kompozytor[177]
  - Marcel Zagouli Gbolié – iworyjski piłkarz[178]
- 11 lipca
  - Shelley Duvall – amerykańska aktorka[179]
  - Bohdan Głowiak – polski inżynier chemik, profesor, dziekan Wydziału Inżynierii Sanitarnej PWr. (1966–1968)[180]
  - Willi Koslowski – niemiecki piłkarz, uczestnik mistrzostw świata (1962)[181]
  - Łukasz Kowalski – polski dziennikarz[182]
  - Bastiaan „Bas” Maliepaard – holenderski kolarz szosowy, wicemistrz świata (1959)[183][184]
  - Zbigniew Mroczyński – polski trener lekkoatletyczny, profesor, rektor AWF w Gdańsku (1990–1996)[185][186]
  - Kazimierz Piekarec – polski dziennikarz radiowy, tłumacz literatury iberoamerykańskiej[187]
  - Antoni Pruszewicz – polski lekarz otolaryngolog, profesor, rektor AM w Poznaniu (1987–1993)[188]
  - Andriej Tarasienko – rosyjski hokeista, trener[189]
  - Waldemar Woźniak – polski artysta malarz, rysownik, profesor UMK[190]
- 10 lipca
  - Joe Engle – amerykański pilot wojskowy, astronauta (STS-2, STS-51-I)[191]
  - Thomas Hoepker(inne języki) – niemiecki fotograf[192][193]
  - Zbigniew Kulenty – polski rugbysta, trener, działacz sportowy, wiceprezes PZR (1964–1968)[194][195]
  - Alphonsus Mathias – indyjski duchowny rzymskokatolicki, biskup Chikmagalur (1963-1986), arcybiskup Bengalore (1986–1998)[196]
  - Bogusław Nowak – polski żużlowiec[197]
  - Tommy F. Robinson – amerykański przedsiębiorca, polityk, członek Izby Reprezentantów (1985–1990)[198]
  - Hans-Otto Schumacher – niemiecki kajakarz górski, mistrz świata (1973), wicemistrz olimpijski (1972)[199]
  - Janusz Sikora – polski duchowny luterański, członek Synodu Kościoła Ewangelicko-Augsburskiego (1996–2006), radca Konsystorza Kościoła (2001–2011), proboszcz parafii w Cieszynie (2001–2018)[200]
  - Jānis Straume – łotewski polityk, lekarz, przewodniczący Sejmu (1998–2002)[201]
  - Marian Velicu – rumuński bokser, amatorski wicemistrz świata (2001), olimpijczyk (2000)[202]
- 9 lipca
  - Bogdan Derwich – polski inżynier, samorządowiec, polityk, poseł na Sejm X i IV kadencji[203][204]
  - Jim Inhofe – amerykański prawnik, polityk, burmistrz Tulsy (1978–1984), członek Izby Reprezentantów (1987–1994), senator (1994–2023)[205]
  - David Loughery(inne języki) – amerykański scenarzysta i producent filmowy[206]
  - Maxine Singer(inne języki) – amerykańska biolożka molekularna, profesor, członkini AAAS[207]
  - Jerzy Stuhr – polski aktor, reżyser, pedagog[208][209][210][211]
  - Stanisław Gerard Trefoń – polski kolekcjoner i mecenas sztuki[212]
- 8 lipca
  - Elżbieta Bandurska-Stankiewicz – polska lekarka diabetolog, profesor[213]
  - Grażyna Karolewicz – polska historyk, profesor KUL[214]
  - Marina Kondratiewa(inne języki) – rosyjska tancerka baletowa[215]
  - Pierre Nguyễn Soạn – wietnamski duchowny rzymskokatolicki, biskup diecezji Quy Nhơn (1999–2012)[216]
  - Jógvan Sundstein – farerski ekonomista i polityk, premier Wysp Owczych (1989–1991)[217]
  - Tadeusz Woźniak – polski piosenkarz, gitarzysta, kompozytor[218]
- 7 lipca
  - Claude Ferragne – kanadyjski lekkoatleta, skoczek wzwyż, mistrz Igrzysk Wspólnoty Narodów (1978), olimpijczyk (1976)[219]
  - Josefina Herrán Puig(inne języki) – pierwsza dama Urugwaju (1972–1976), żona Juana Maríi Bordaberry[220]
  - Krystyna Jacobson – polska artystka malarka[221]
  - Jan Koziołek – polski samorządowiec, burmistrz Wolsztyna (1992–1998)[222]
  - Jim Rotondi – amerykański trębacz jazzowy, kompozytor, aranżer, pedagog[223]
  - Bengt Samuelsson – szwedzki biochemik, laureat Nagrody Nobla[224]
- 6 lipca
  - Pino D’Angiò(inne języki) – włoski piosenkarz[225]
  - Mirta Díaz-Balart(inne języki) – pierwsza żona Fidela Castro[226][227]
  - André Drege(inne języki) – norweski kolarz szosowy[228]
  - Zbigniew Jankowski – polski poeta[229]
  - Ludwik Konopko – polski gitarzysta, kompozytor i aranżer[230]
  - Jon Landau(inne języki) – amerykański producent filmowy[231]
  - Ryszard Löw – polsko-izraelski publicysta, wydawca i krytyk literacki[232]
  - Kimurayama Mamoru(inne języki) – japoński zapaśnik sumo[233]
  - Feliks Szajnert – polski aktor[234][235][236][237]
  - Javier Valle Riestra(inne języki) – peruwiański polityk, prawnik, premier (1998)[238]
  - Teresa Wójcik – polska dziennikarka i działaczka opozycji antykomunistycznej[239]
- 5 lipca
  - Jan Desselberger – polski astronom[240][241]
  - Serge Ducosté – haitański piłkarz[242]
  - Janusz Duda – polski skoczek narciarski[243][244][245][246]
  - Anna Filek – polska działaczka społeczna i polityczna, posłanka na Sejm III i IV kadencji (1997–2005)[247][248]
  - Yvonne Furneaux – francuska aktorka[249]
  - Raphaël Géminiani(inne języki) – francuski kolarz szosowy[250]
  - Liana Isakadze(inne języki) – gruzińska skrzypaczka i dyrygentka[251][252]
  - Nikołaj Korolkow – rosyjski jeździec sportowy, mistrz i wicemistrz olimpijski (1980)[253]
  - George Mamalassery – indyjski duchowny rzymskokatolicki, biskup diecezji Tura (1979–2007)[254]
  - Stanley Moss – amerykański poeta, wydawca, marszand[255]
  - Sternford Moyo(inne języki) – zimbabwejski prawnik, prezes IBA (2021–2022)[256]
  - Ziaur Rahman – bengalski szachista, arcymistrz[257]
  - Vic Seixas – amerykański tenisista, piętnastokrotny zwycięzca turniejów wielkoszlemowych[258]
- 4 lipca
  - Wade Bell(inne języki) – amerykański lekkoatleta, średniodystansowiec, mistrz igrzysk panamerykańskich (1967), olimpijczyk (1968)[259]
  - Tommy Dunker – niemiecki żużlowiec, mistrz świata na długim torze (1997)[260]
  - Cas Janssens – holenderski piłkarz, król strzelców Eredivisie (1973)[261]
  - Janina Jezierska – polska nauczycielka akademicka, dr hab., specjalistka w zakresie architektury wnętrz i wzornictwa przemysłowego[262]
  - Krystyna Kostrzemska-Suska – polska tancerka baletowa, inspicjentka, inspektor baletu[263]
  - Teresa Olenderczyk – polska aktorka-lalkarka, dziennikarka telewizyjna, animatorka w programie Jacek i Agatka[264]
  - Jerzy Swatoń – polski inżynier, polityk, minister środowiska (2004–2005)[265]
  - Hubert Taczanowski(inne języki) – polski operator filmowy[266]
  - Zoran Vorotović(inne języki) – czarnogórski piłkarz[267]
- 3 lipca
  - Nugzari Curcumia – gruziński zapaśnik, mistrz świata (2019)[268]
  - Roland Dumas – francuski polityk, prawnik, minister spraw zagranicznych (1984–1986 i 1988–1993), przewodniczący Rady Konstytucyjnej (1995–2000)[269][270]
  - José de Jesús Nuñez Viloria – wenezuelski duchowny rzymskokatolicki, biskup diecezji Ciudad Guayana (1987–1990)[271]
  - Geoff Robinson(inne języki) – australijski rugbysta[272]
- 2 lipca
  - Rick Cluff(inne języki) – kanadyjski dziennikarz radiowy[273]
  - Nilüfer Gürsoy(inne języki) – turecka polityk[274]
  - Beata Kamuda-Dudzińska – polska wioślarka, mistrzyni polski, olimpijka (1980)[275]
  - Kazimierz Kłosek – polski inżynier budownictwa, profesor PŚ[276]
  - Comunardo Niccolai – włoski piłkarz, wicemistrz świata (1970)[277][278][279][280]
  - Ajdos Sadykow(inne języki) – kazachski dziennikarz, opozycjonista[281]
  - Saturnin Soglo(inne języki) – beniński dyplomata, minister spraw zagranicznych(inne języki) (1992–1993), brat Nicéphore Soglo[282]
  - Feliks Pieczka – polski polityk, poseł na Sejm I kadencji (1991–1993)[283]
  - Ajdos Sadykow(inne języki) – kazachski dziennikarz, opozycjonista[284]
  - Rostislav Vondruška – czeski menedżer, samorządowiec, polityk, minister rozwoju regionalnego (2009–2010)[285]
- 1 lipca
  - Giorgio Biguzzi – włoski duchowny rzymskokatolicki, biskup diecezji Makeni w Sierra Leone (1986–2012)[286]
  - Fausto Bordalo Dias(inne języki) – portugalski muzyk[287]
  - Jeffrey Hopkins – amerykański tybetolog, tłumacz, działacz na rzecz Tybetu[288]
  - Taras Hunczak – amerykański historyk ukraińskiego pochodzenia[289]
  - Ismail Kadare – albański pisarz, laureat Międzynarodowej Nagrody Bookera (2005) i Nagrody Księcia Asturii (2009)[290]
  - Waldemar Kuchanny – polski dziennikarz prasowy, redaktor naczelny tygodnika Nie[291][292][293][294]
  - Maria Rosaria Omaggio – włoska aktorka filmowa[295][296][297][298][299]
  - Robert Towne – amerykański scenarzysta i reżyser filmowy[300][301][302][303]
  - Jan-Erik Wikström(inne języki) – szwedzki polityk, minister edukacji (1976–1982)[304][305]
  - Jeff Whitefoot(inne języki) – angielski piłkarz[306]

- Nieznana data dzienna
  - Alex Dancyg – polsko-izraelski historyk[307]
  - Stanisław Zięba – polski inżynier rolnik, dr hab., polityk, minister rolnictwa (1983–1988)[308]